# 卢希悦
卢希悦（1942年—），男，汉族，山东夏津人，中国经济学家，曾任山东省财政学院院长，中国技术经济研究会名誉理事。